# 波多黎各鸚鵡
波多黎各鸚鵡（学名：Amazona vittata），又名波多黎各亞馬遜鸚鵡或波多黎各亞馬遜鸚哥，是波多黎各特有的一種鸚鵡。牠們長28-30厘米，主要呈綠色，前額紅色，眼圈白色。其下有兩個亞種，但已滅絕的庫萊布拉綠鸚鵡的獨特性卻受到質疑。牠們的最近親据信是古巴鸚鵡及白眶亞馬遜鸚鵡。
波多黎各鸚鵡3-4歲就會達至性成熟。牠們每年會繁殖一次。雌鳥生蛋後就會留在巢中孵蛋，直至孵化出雛鳥。雛鳥由雙親餵養，60-65日大就會換羽。牠們主要吃花朵、果實、葉子、樹皮及花蜜。
波多黎各鸚鵡是波多黎各唯一的特有種，且被列為極危。牠們的數量於19世紀至20世紀間因失去原有的棲息地而大幅下降。牠們已從維埃克斯（Vieques）及莫娜島（Mona Island）上完全消失。於1968年開始展開了保育計劃，免得牠們滅絕。於2006年，估計其野外數量有34-40隻及飼養的143隻。

## 分類及演化
波多黎各鸚鵡是由荷蘭鳥類學家皮耶特·博塔埃特於1783年描述。牠們屬於亞馬遜鸚鵡屬，美國鳥類學者協會（American Ornithologists' Union）給予牠們鸚鵡的稱謂，故名波多黎各鸚鵡。當地原住民給牠們擬聲的名字，以牠們飛行時的叫聲來稱呼牠們。
波多黎各鸚鵡其下有兩個亞種：
- 指名亞種（A. v. vittata）是唯一現存的亞種，棲息在波多黎各。[5]
- 庫萊布拉綠鸚鵡（A. v. gracilipes）棲息在庫萊布拉島（Culebra Island）但已滅絕。牠們是否與指名亞種有明顯分別存在著爭議。

### 演化歷史
由於沒有證據顯示西印度群島以往是連接在大洲之中，故假設所有原住的鳥類都是源自從其他地區而來的遷徙者。一些細小的物種未能跨越大幅的海洋，但鸚鵡卻能飛越海洋。大部份加勒比地區的鳥類都是來自中美洲、北美洲及南美洲。在加勒比地區的亞馬遜鸚鵡屬可以分為兩類：在大安地列斯群島的5種中型物種及在小安地列斯群島的7種大型物種。所有在大安地列斯群島的類群都有相關的特徵，如綠色的身體及白色的眼圈。故學者認為大安地列斯群島的亞馬遜鸚鵡屬都是銀頂亞馬遜鸚鵡的後裔，而波多黎各鸚鵡、古巴鸚鵡及白眶亞馬遜鸚鵡形成一群逐步合一的類群。
英國鳥類學家戴維·拉克（David Lack）認為波多黎各鸚鵡是從白眶亞馬遜鸚鵡演化而來，但卻被指忽略了波多黎各鸚鵡與黑嘴亞馬遜鸚鵡的相似性。後來發現單靠大小及顏色不足以確定演化的關係，因為同一物種內也會出現顏色的變化。故此確定了波多黎各鸚鵡與黑嘴亞馬遜鸚鵡有著同一的祖先。種系發生學的研究顯示波多黎各鸚鵡較為接近白眶亞馬遜鸚鵡及古巴鸚鵡。

## 特徵
波多黎各鸚鵡長28-30厘米，重250-300克。牠們在亞馬遜鸚鵡屬算為細小，但在大安地列斯群島類群中算為正常。牠們並沒有兩性異形，雄鳥及雌鳥主要都是呈綠色，有藍色的羽毛邊。初級飛羽及主要翼毛都是深藍色的。羽毛的顏色在不同部位有所不同：翼底為鮮藍色，尾羽底為黃綠色，上身的較淡色，前額紅色，眼圈白色。瞳孔褐色，喙呈灰色，腳呈黃色。除了DNA測試外，雄鳥及雌鳥只有從繁殖季節的行為差異來辨認。雛鳥的羽毛像成鳥。

## 群落及分佈
波多黎各鸚鵡在西班牙殖民以前的分佈並不清楚，但幾可肯定的是十分豐富及廣泛分佈。另外有些證據顯示牠們也棲息在其他附近島嶼，如安地卡、巴布達及處女島。早期的數量估計分野很大：一些指牠們曾有超過100萬隻，而其他的指只有10萬隻。西班牙統治的頭150年間，人類的數量很少，到了1650年，島上人口就有880人，而牠們的數量依然豐富。1650年後，人類活動急增，到了18世紀，牠們的數量開始受到影響。
最初的人類活動並不對波多黎各鸚鵡構成嚴重威脅。泰諾族人會捕獵牠們，但也沒有影響牠們的數量。過往200年來，很多因素造成牠們的衰落，包括農業發展、建設道路和水壩、及捕獵作為寵物。到了19世紀下半葉，大部份波多黎各鸚鵡所棲息的森林都被清除來種植糖、棉花、穀物及米。波多黎各鸚鵡於是以穀物作為食物，故被視為害蟲而被獵殺。隨著農業的擴張，牠們很多棲息地消失，數量亦下降。
波多黎各鸚鵡以往分佈在所有海拔的舊生林、樹穴、山崖及其他低地的環境。後來只有中等海拔的瓜亞塔卡及亞巴荷河森林，並高海拔的Carite森林出沒。1900年代的解釋指牠們從盧奎約（Luquillo）森林及卡耶伊山脈（Sierra de Cayey）遷往主島上覓食。同期，牠們已從庫萊布拉島、維埃克斯及莫娜島消失，只存在於5個位點：兩個在喀斯特，兩個在高山的雨林，一個在雲雀熱帶雨林的紅樹林。喀斯特地區的其中一個位點，位於波多黎各的西北部，是牠們的天堂。另外在聖塞巴斯提安與莫羅維斯之間的地區，是一大群波多黎各鸚鵡的家園。一些小群在被破壞的森林中繼續生活，但由於不足以支持牠們的發展，牠們最終只在中科迪勒拉山脈及未被破壞的森林地區生活。到了1940年，牠們只生活在盧奎約的原生林。牠們現時分佈在海拔396-823米的地方。由於牠們需要成熟的森林來築巢繁殖，故牠們不會在矮林及次生林出沒。
到了1950年代，野外只有200隻波多黎各鸚鵡；於1975年，就只餘下13隻。牠們的數量自此回升，於1989年，估計數量有47隻。但於1989年9月因雨果颶風吹襲波多黎各東北部，對牠們造成嚴重打擊，數量估計只有23隻。於2004年，野外的數量約有30-35隻，相信長遠趨勢穩定。牠們現時分佈在16平方公里大的地區，是牠們以往的0.2%。

## 行為
波多黎各鸚鵡是白天活動的鳥類，一般會在日出後個半小時開始。牠們在巢中很神秘，以其綠色的羽毛作為偽裝。但在巢以外，牠們經常發聲及很嘈吵。牠們飛行時拍動雙翼的位置較體軸為低，與一般鳥類的不同。牠們可以飛得很快，最高速達每小時30公里，且在空中十分靈活，可以避開掠食者。牠們會一對一起覓食的。夫妻及已換羽的幼鳥會傾向一同生活。

### 食性
波多黎各鸚鵡是草食性的，主要吃冠層的花朵、果實、葉子、樹皮及花蜜。牠們甚至可以吃多達60種不同的食物。牠們一般會選擇吃眼前的果實，每次只吃一個。牠們會用腳抓起食物，每8－60秒才會吃另一個。

### 繁殖
波多黎各鸚鵡是一夫一妻制的，只有在一方死後或離開才會另覓伴侶。雄鳥會因雌鳥受傷而離開，與身體較健康的交配。牠們求愛的方式不明，但似乎會有彎身、展翼及尾巴等動作。
波多黎各鸚鵡會築巢在樹穴中，尤其是鞣木。這種樹有天然的樹穴，可以提供保護及水份。牠們也會在人工的木箱中築巢。牠們的巢離地面約7-15米高。雄鳥會先行尋找築巢的地方，最後由雌鳥來決定。一旦選出地點，雄鳥及雌鳥會觀察及清潔。牠們的巢並沒有其他圍邊物料。
野外的波多黎各鸚鵡4歲就達至性成熟，飼養的則為3歲。牠們每年會繁殖一次，介乎於1月至7月間的旱季。交配似乎是與食物有關，有可能是性交的扣板。牠們交配的姿勢與其他亞馬遜鸚鵡屬無異，雄鳥會以單腳站立，另一腳放在雌鳥背上。接近生蛋的時候，牠們會留在巢中較多時間，雄鳥負責覓食。雌鳥每次生2-4隻蛋，孵化期為24-28日。除了抵抗掠食者或雄鳥未有帶來食物，雌鳥很少會離開巢穴。雛鳥由雙親餵養，孵化後60-65天就可以離開巢穴。在下一個繁殖季節前，雛鳥都要跟在雙親及受牠們照顧。
波多黎各鸚鵡是高度群居的，而在接近巢穴時則是地盤性的。地盤一般為50米大。牠們在近巢穴時是極度戒備的，離開巢穴時會很緩慢及寂靜，避免吸引了掠食者。牠們會大叫及作出實質的攻擊來保護巢穴。

## 保育
美國漁業與野生動物局於1967年將波多黎各鸚鵡列為瀕危。當時牠們的數量只有70隻。於1968年開展了野外復原的計劃。到了1972年只餘下16隻時，美國漁業與野生動物局開始飼養及哺育波多黎各鸚鵡。於2006年就成功孵化出39隻，並放生了22隻。
世界自然保護聯盟自1994年起將波多黎各鸚鵡列為極危，瀕危野生動植物種國際貿易公約附錄一也作出保護，禁止非法的國際貿易。

### 威脅

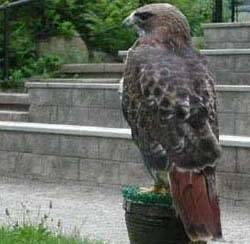
红尾鵟指名亚种（B. j. jamaicensis）是自然界中波多黎各鸚鵡的天敌之一。

人類活動及失去棲息地都是波多黎各鸚鵡衰落的主因。牠們的天敵包括有紅尾鵟、巨翅鵟、游隼及珠眼嘲鶇。另外，入侵的義大利蜂、白眶亞馬遜鸚鵡、黑鼠及紅頰獴都與牠們爭奪築巢的地方，後兩者更會吃牠們的鳥蛋及雛鳥。
原本自然災害對數量豐富的波多黎各鸚鵡並不是一種威脅，但牠們的數量急速減少下，這些災害就對牠們造成沉重打擊。雨果颶風於1989年9月橫跨了牠們的分佈地，令牠們的數量由47隻減至23隻。

### 保育計劃
1968年實行波多黎各鸚鵡的復原計劃，是透過培育兩個野外群落、保護棲息地及控制掠食者等，來將牠們的保育狀況降級。於1973年，在盧奎約就有一個飼養的群落。另一個飼養群落則是於1993年設立的。

## 外部連結
- Wildlife Facts （页面存档备份，存于）
- US Fish and Wildlife Service （页面存档备份，存于）